# 2008–2009-es albán labdarúgókupa
A 2008–2009-es albán labdarúgókupa a Kupa e shqipërisë 57. sorozata volt. A kupasorozatot az Albán labdarúgó-szövetség rendezte. A kupát egyenes kieséses rendszerben, két selejtező kör után öt fordulóval rendezték 2008. szeptember 24-e és 2009. május 6-a között.
A selejtezőket követően a kupasorozatot oda-visszavágós rendszerben rendezték, ahol döntetlen összesített eredmény esetén sorrendben az idegenben lőtt gólok alapján, hosszabbításban, szükség esetén tizenegyesrúgásokkal dőlt el a továbbjutás. A döntőt semleges helyszínen, egy mérkőzésen rendezték.
A címvédő Vllaznia az elődöntőben esett ki. A kupagyőzelmet a Flamurtari Vlorë szerezte meg, miután a döntőben hátrányból fordítva legyőzte a KF Tirana csapatát. A kupagyőztes az európai klubkupákból az Európa-ligában indulhat a második selejtezőkörben bekapcsolódva.

## Selejtezők
A selejtezőkben harmadosztályú klubok vettek részt. A csapatok két csoportban küzdöttek, a továbbjutásról egy mérkőzés döntött. A selejtezőből továbbjutó négy csapat csatlakozott a főtáblán az első-, és másodosztályú csapatokhoz.

### Első selejtező forduló
A mérkőzéseket 2008. szeptember 24-én játszották.
| 1. csapat          | Eredmény     | 2. csapat          |
| ------------------ | ------------ | ------------------ |
| Északi csoport     |              |                    |
| Erzeni Shijak      | 2–1          | Olimpik Tirana     |
| Gramshi            | 3–1 (h.u.)   | Çlirimi Fieri      |
| Albpetrol Patos    | játék nélkül | Egnatia Rrogozhinë |
| Iliria Fushe Krujë | játék nélkül | Veleçiku Koplik    |
| Déli csoport       |              |                    |
| Tomori Berat       | 3–0          | Butrinti Sarandë   |
| Tepelena           | 4–0          | Këlcyra            |
| Vlora              | 5–1          | Domosdova Prrenjas |
| Memaliaj           | játék nélkül | Pojani Korçë       |

### Második selejtező forduló
A mérkőzéseket 2008. október 2-án játszották.
| 1. csapat      | Eredmény   | 2. csapat          |
| -------------- | ---------- | ------------------ |
| Északi csoport |            |                    |
| Erzeni Shijak  | 0–1        | Iliria Fushe Krujë |
| Gramshi        | 1–2 (h.u.) | Albpetrol Patos    |
| Déli csoport   |            |                    |
| Tomori Berat   | 6–0        | Memaliaj           |
| Tepelena       | 2–0        | Vlora              |

## Első forduló
Mind a 28 első-, és másodosztályú klub ekkor csatlakozott a selejtezőből feljutott négy csapathoz, így alakult ki a 32-es mezőny. Az első mérkőzéseket 2008. október 29-én, a visszavágókat november 12-én játszották.
| 1. csapat             | Össz. | 2. csapat        | 1. mérk. | 2. mérk. |
| --------------------- | ----- | ---------------- | -------- | -------- |
| Albpetrol Patos       | 0–1   | Dinamo Tirana    | 0–1      | /        |
| Iliria Fushe Krujë    | 0–6   | Besa Kavajë      | 0–2      | 0–4      |
| Gramozi Ersekë        | 0–6   | Shkumbini Peqin  | 0–2      | 0–4      |
| Sopoti Librazhd       | 1–8   | Vllaznia         | 0–4      | 1–4      |
| Pogradeci             | 0–3   | Teuta Durrës     | 0–1      | 0–2      |
| Dajti Kamëz           | 0–8   | Apolonia Fier    | 0–3      | 0–5      |
| Luftëtari Gjirokastër | 1–3   | Kastrioti Krujë  | 1–1      | 0–2      |
| Laçi                  | 3–4   | Skënderbeu Korçë | 2–1      | 1–3      |
| Tepelena              | 1–5   | Partizani Tirana | 1–5      | /        |
| Tomori Berat          | 1–8   | Elbasani         | 1–3      | 0–5      |
| Tërbuni Pukë          | 1–2   | Tirana           | 1–1      | 0–1      |
| Naftëtari Kuçovë      | 3–9   | Flamurtari Vlorë | 1–6      | 2–3      |
| Bilisht Sporti        | 0–4   | Bylis Ballsh     | 0–1      | 0–3      |
| Turbina Cërrik        | 0–2   | Lushnja          | 0–0      | 0–2      |
| Skrapari              | 3–4   | Besëlidhja Lezhë | 2–2      | 1–2      |
| Ada Velipojë          | 1–2   | Burreli          | 1–1      | 0–1      |

## Második forduló
Az első forduló győzteseit párosították ebben a körben. Az első mérkőzéseket 2008. december 3-án, a visszavágókat december 17-én játszották.
| 1. csapat        | Össz. | 2. csapat        | 1. mérk. | 2. mérk. |
| ---------------- | ----- | ---------------- | -------- | -------- |
| Skënderbeu Korçë | 1–4   | Dinamo Tirana    | 1–0      | 0–4      |
| Kastrioti Krujë  | 1–5   | Besa Kavajë      | 1–2      | 0–3      |
| Apolonia Fier    | 0–2   | Shkumbini Peqin  | 0–0      | 0–2      |
| Teuta Durrës     | 2–3   | Vllaznia         | 1–0      | 1–3      |
| Burreli          | 0–6   | Partizani Tirana | 0–1      | 0–5      |
| Besëlidhja Lezhë | 2–4   | Elbasani         | 2–2      | 0–2      |
| Lushnja          | 1–9   | Tirana           | 1–4      | 0–5      |
| Bylis Ballsh     | 2–3   | Flamurtari Vlorë | 1–1      | 1–2      |

## Negyeddöntő
Az első mérkőzéseket 2009. február 25-én, a visszavágókat március 11-én játszották.
| 1. csapat       | Össz. | 2. csapat     | 1. mérk. | 2. mérk. |
| --------------- | ----- | ------------- | -------- | -------- |
| Vllaznia        | 3–21  | Dinamo Tirana | 1–2      | 2–01     |
| Shkumbini Peqin | 2–1   | Besa Kavajë   | 1–1      | 1–0      |
| KF Tirana       | 2–0   | Elbasani      | 0–0      | 2–0      |

1A Dinamo Tirana csapatát kizárták a kupából, mivel pályára lépett színeiben az az Elis Bakaj, aki korábban játszott a kupasorozatban a Partizani Tirana csapatában is. A visszavágón a pályán elért eredményt (0-0) törölték, és 2-0-val a Vllaznia javára írták a mérkőzést.
A Flamurtari–Partizani mérkőzés mindkét eredményét (1–0; 0–1 h.u., b.p.: 4–5) törölték, mivel mindkét csapatban játszott jogosulatlanul olyan játékos, aki korábban ugyanebben a kupasorozatban már pályára lépett másik csapat színeiben. Eriol Merxha, a Flamurtari játékosa korábban az Elbasani csapatában játszott, míg a Partizani játékosai, Genti Gjondedaj és Engert Bakalli korábban a Teuta valamint ugyancsak az Elbasani színeiben játszottak. Végül a továbbjutásról egyetlen, semleges helyszínen lejátszott mérkőzés döntött 2009. április 8-án a Stadiumi Niko Dovanában, Durrësben.
| 1. csapat        | Eredmény | 2. csapat        |
| ---------------- | -------- | ---------------- |
| Partizani Tirana | 0–1      | Flamurtari Vlorë |

## Elődöntő
Az első mérkőzéseket 2009. április 15-én, a visszavágókat április 29-én játszották.
| 1. csapat        | Össz. | 2. csapat       | 1. mérk. | 2. mérk.   |
| ---------------- | ----- | --------------- | -------- | ---------- |
| Vllaznia         | 0–1   | KF Tirana       | 0–0      | 0–1 (h.u.) |
| Flamurtari Vlorë | 2–1   | Shkumbini Peqin | 1–0      | 1–1        |

## Döntő
| 2009. május 6. 16:00 CEST | KF Tirana   | 1 – 2                 | Flamurtari Vlorë      | Stadiumi Niko Dovana, Durrës |
| 2009. május 6. 16:00 CEST | Dabulla 42' | Jegyzőkönyv (albánul) | Mema 65' Zeqiri 90+2' | Stadiumi Niko Dovana, Durrës |

## Külső hivatkozások
- Hivatalos oldal (albánul)
- Az Albán labdarúgókupa az rsssf.com oldalán